# Little Bighorn River
Little Bighorn River – rzeka w Stanach Zjednoczonych, prawy dopływ Bighorn w stanach Wyoming i Montana. Tę niewielką rzekę rozsławiła Bitwa nad Little Bighorn stoczona w czerwcu 1876 roku.
Rzeka ma 222 km długości. Little Bighorn ma swe źródła w północnym Wyoming, u podnóża gór Bighorn. Płynie na północ w kierunku stanu Montana i przecina rezerwat Indian z plemienia Wron, mija miejscowość Crow Agency i wpada do rzeki Bighorn w pobliżu miejscowości Hardin.
Miejsce bitwy znajduje się około 5 km na południe od Crow Agency, na wschodnim brzegu rzeki.